# امجاد (أمجاو)
امجاد هي إحدى مشيخات المملكة المغربية، تتبع جغرافيا لإقليم الدريوش وإداريًا لأمجاو. يقدر عدد سكانها بـ 4148 نسمة حسب الإحصاء الرسمي للسكان والسكنى لسنة 2004.